# Apus toulsoni
El vencejo de Luanda (Apus toulsoni) es una especie de ave apodiforme de la familia Apodidae que se encuentra en Angola y República del Congo. Su taxonomía se encuentra en discusión y algunos expertos lo consideran una subespecie de Apus horus.